# Pride d'Orlando
Maillots
Actualités
Le Pride d'Orlando est un club américain de soccer féminin fondé en 2015 et basé à Orlando.

## Repères historiques
Le 20 octobre 2015, Phil Rawlins, propriétaire du Orlando City SC en MLS, annonce la création d'une nouvelle franchise de NWSL dans sa ville pour la saison 2016,.

## Bilan général
Bilan par saison en National Women's Soccer League et NWSL Challenge Cup.
| Année | Saisons régulières     | Séries éliminatoires  | NWSL Challenge Cup | NWSL x Liga MX Summer Cup |
| ----- | ---------------------- | --------------------- | ------------------ | ------------------------- |
| 2016  | 9e/10 (6V - 1N - 13D)  | Non qualifié          |                    | non tenu                  |
| 2017  | 3e/10 (8V - 5N - 6D)   | Demi finaliste        |                    | non tenu                  |
| 2018  | 7e/9 (8V - 6N - 10D)   | non qualifié          |                    | non tenu                  |
| 2019  | 8e/9 (3V - 2N - 9D)    | non qualifié          |                    | non tenu                  |
| 2020  | championnat abandonné  | championnat abandonné | non participé      | non tenu                  |
| 2021  | 8e/9 (7V - 7N - 10D)   | non qualifié          | 3e, division Est   | non tenu                  |
| 2022  | 10e/12 (5V - 7N - 10D) | non qualifié          | 3e, division Est   | non tenu                  |
| 2023  | 7e/31 (10V - 1N - 11D) | non qualifié          | 3e, division Est   | non tenu                  |
| 2024  | 1er/31 (18V - 6N - 2D) | Champion              | non qualifié       | 3e, Groupe E              |

## Personnalités du club

### Entraîneurs
- Tom Sermanni (2015-2018)
- Marc Skinner (2019-2021)
- Carl Green (du 23 juillet jusqu'au 24 juillet 2021)
- Becky Burleigh (du 25 juillet jusqu'au 30 octobre 2021)
- Amanda Cromwell (du 7 décembre 2021 jusqu'au 10 octobre 2022, suspendue dès 7 juin 2022)
- Seb Hines (dès 7 juin 2022)

### Joueuses emblématiques
- Josée Bélanger (2016)

### Entraîneurs
- Depuis 2016 :  Tom Sermanni